# West Cracroft Island
West Cracroft Island ist eine Insel zwischen dem Festland der kanadischen Provinz British Columbia und der vorgelagerten Insel Vancouver Island. West Cracroft Island gehört innerhalb des Broughton-Archipels zu den Cracroft Islands und liegt im Regional District of Mount Waddington. Außerdem wird die Insel dem Great Bear Rainforest zugerechnet.
Offizielle Gemeinden gibt es auf der Insel nicht. Allerdings gibt es auf der Insel mehrere Lodges und Camps. Zwischen 1928 und 1951 wurde im Nordosten der Insel die „Bones Bay Cannery“, eine Fischkonservenfabrik, betrieben.  Die Maschinen dafür wurden aus einer geschlossenen Fabrik im Norden von Vancouver Island, von der Shushartie Bay, hierher gebracht worden.

## Lage
Die Insel liegt am östlichen Ende der Königin-Charlotte-Straße. Innerhalb der Inselgruppe des Broughton-Archipels liegt die Insel im Südosten.
Südlich der Insel und der Johnston-Straße liegt die zentrale Nordwestküste von Vancouver Island zwischen der westlich gelegenen Siedlung Telegraph Cove und der östlichen Gemeinde Sayward. Westlich der Westspitze der Insel liegt Hanson Island. Nach Nordwesten trennt die Baronet Passage die Insel von Harbledown Island. Der sich anschließende Clio Channel trennt die Insel im Nordosten von Turnour Island. Nördlich dieser beiden Inseln liegt der Knight Inlet. In der Baronet Passage und dem Clio Channel liegen noch weiter kleine und kleinste Inseln. Im Osten liegt East Cracroft Island. Die beiden Inseln werden durch einen teilweise schmalen Kanal getrennt, der bei Niedrigwasser stellenweise trockenfällt und dann die beiden Inseln als eine erscheinen lässt.
Auf der Insel unterhält die kanadische Küstenwache zwei Leuchttürme. An der Westspitze liegt der Leuchtturm „Cracroft Point“ (Nummer: G5613.4)  und im zentralen Süden der Leuchtturm „Boat Bay“(Nummer: G5613). Sie dienen, unter anderem den Schiffen die auf dem Alaska Marine Highway verkehren, zur Navigation.

## Namensherkunft
Die Inselgruppe und die Insel sowie weitere geographische Objekte wurde 1861 durch George Henry Richards, den Kapitän der HMS Plumper, nach Sophia Cracroft benannt. Sophia Cracroft war eine Nichte von John Franklin und bereiste zuvor als Begleitung von Franklins Frau, Lady Franklin, die Region.

## Schutzgebiete
An der westlichen Spitze der Insel liegt mit „Qwiquallaaq/Boat Bay Conservancy“ ein durch BC Parks betreutes Schutzgebiet. Dieses erstreckt sich nicht nur über die Westspitze von West Cracroft Island, sondern auch über westlich davon gelegene Inseln.